# Список номинантов и лауреатов премии «Золотая маска» 2000 года
«Золотая маска» — российская национальная театральная премия и фестиваль. «Золотая маска» была учреждена Союзом театральных деятелей России (СТД РФ) в 1993 году (в некоторых источниках назван 1994 год) по инициативе народного артиста СССР М. А. Ульянова (председатель СТД РФ в 1986—1996 годах) и при участии его заместителя В. Г. Урина и драматурга В. В. Павлова.

## О премии
Премия присуждается на конкурсной основе один раз в год по итогам прошедшего театрального сезона за творческие достижения в области театрального искусства, вручается спектаклям всех жанров театрального искусства: драма, опера, балет, оперетта и мюзикл, театр кукол.
Для определения соискателей премии «Золотая маска» создаётся экспертный совет из числа ведущих театральных критиков, специалистов союза театральных деятелей и его региональных организаций. Состав экспертного совета и его председатель утверждаются секретариатом СТД РФ. Для определения победителей — лауреатов из состава номинантов (тайным голосованием по результатам фестиваля) создаётся два профессиональных жюри — одно для спектаклей театра драмы и театров кукол и второе для спектаклей оперы, оперетты / мюзикла и балета. В состав жюри не могут входить создатели и исполнители спектаклей, участвующих в фестивале, а также члены экспертного совета.

## Лауреаты и события фестиваля «Золотая маска» 2000 года
Фестиваль прошёл в Москве с 12 по 27 марта. В этом году в конкурсе спектаклей балета кроме номинации «Лучший балетный спектакль» появилась номинация «Лучший спектакль современного танца». В фестивале участвовало 40 спектаклей из 12 городов.

### Номинанты премии «Золотая маска» 2000 года
В состав экспертного совета драматического театра и театра кукол вошли: Александр Волков (зам. нач. Департамента искусств и народного творчества Министерства культуры РФ), Ольга Галахова (театральный критик), Дина Годер (театральный критик), Екатерина Горина (ответственный секретарь Общественного Экспертного совета по театральному и музыкальному искусству Комитета по культуре Москвы), Виктор Гульченко (театральный критик, режиссёр), Марина Зайонц (театральный критик), Екатерина Дмитриевская (театральный критик), Анна Иванова (искусствовед), Мария Седых (журналист), Видас Силюнас (искусствовед), Наталья Старосельская (литературный и театральный критик), Алексей Филипов (обозреватель), Ирина Холмогорова (театральный критик).
В состав экспертного совета музыкального театра вошли: Марина Багдасарян (музыкальный обозреватель), Вадим Гаевский (театральный и литературный критик, балетовед), Анна Гордеева (обозреватель), Наталья Зозулина (преподаватель), Зоя Казак (профессор), Майя Крылова (обозреватель), Пётр Поспелов (музыкальный критик), Нора Потапова (режиссёр-педагог), Андрей Хрипин (обозреватель).
Таблица номинантов составлена на основании официального опубликованного списка, с группировкой по спектаклям.
Легенда:
  — Спектакль номинирован в номинации «Лучший спектакль»

«–» — Этот аспект спектакля не номинирован
| Конкурс спектаклей драматического театра                                                                             | Конкурс спектаклей драматического театра | Конкурс спектаклей драматического театра | Конкурс спектаклей драматического театра | Конкурс спектаклей драматического театра | Конкурс спектаклей драматического театра |
| --- | ---------------------------------------- | ---------------------------------------- | ---------------------------------------- | ---------------------------------------- | ---------------------------------------- |
| |                                          |                                          |                                          |                                          |                                          |
| Спектакль/номинации                                                                                                  | лучший спектакль                         | лучшая работа режиссёра                  | лучшая женская роль                      | лучшая мужская роль                      | лучшая работа художника                  |
| |                                          |                                          |                                          |                                          |                                          |
| «P. S. капельмейстера Иоганнеса Крайслера, его автора и их возлюбленной Юлии» Александринский театр, Санкт-Петербург | зелёная ✓                                | –                                        | –                                        | –                                        | –                                        |
| «Буря» Театр имени В. Ф. Комиссаржевской, Санкт-Петербург                                                            | зелёная ✓                                | –                                        | –                                        | –                                        | Эмиль Капелюш                            |
| «Комната смеха» Театр п/р О. Табакова, Москва                                                                        | зелёная ✓                                | –                                        | –                                        | –                                        | –                                        |
| «Кто боится Вирджинии Вульф» Театр имени А. С. Пушкина, Магнитогорск                                                 | зелёная ✓                                | –                                        | –                                        | –                                        | –                                        |
| «Мистификация» Ленком, Москва                                                                                        | зелёная ✓                                | –                                        | –                                        | –                                        | –                                        |
| «Отец» Большой драматический театр имени Г. А. Товстоногова, Санкт-Петербург                                         | зелёная ✓                                | –                                        | Елена Попова (Лаура)                     | Сергей Дрейден (Адольф)                  | –                                        |
| «Пушкин. Дуэль. Смерть» Театр юного зрителя, Москва                                                                  | зелёная ✓                                | –                                        | –                                        | –                                        | –                                        |
| «Старосветская история» «Пятый театр», Омск                                                                          | зелёная ✓                                | –                                        | –                                        | –                                        | –                                        |
| «Трудовой хлеб» Малый театр, Москва                                                                                  | зелёная ✓                                | –                                        | –                                        | –                                        | –                                        |
| «Циники» Театр драмы, Минусинск                                                                                      | зелёная ✓                                | –                                        | –                                        | –                                        | –                                        |
| «Чевенгур» Малый драматический театр – Театр Европы, Санкт-Петербург                                                 | зелёная ✓                                | Лев Додин                                | –                                        | –                                        | –                                        |

| Конкурс спектаклей театров оперы                                               | Конкурс спектаклей театров оперы | Конкурс спектаклей театров оперы | Конкурс спектаклей театров оперы | Конкурс спектаклей театров оперы | Конкурс спектаклей театров оперы | Конкурс спектаклей театров оперы           |
| ------------------------------------------------------------------------------ | -------------------------------- | -------------------------------- | -------------------------------- | -------------------------------- | -------------------------------- | ------------------------------------------ |
|                                                                                |                                  |                                  |                                  |                                  |                                  |                                            |
| Спектакль/номинации                                                            | лучший спектакль                 | лучшая работа режиссёра          | лучшая женская роль              | лучшая мужская роль              | лучшая работа художника          | лучшая работа дирижёра музыкального театра |
|                                                                                |                                  |                                  |                                  |                                  |                                  |                                            |
| «Мазепа» Театр оперы и балета, Екатеринбург                                    | зелёная ✓                        | –                                | –                                | –                                | –                                | –                                          |
| «Молодой Давид» Театр оперы и балета, Новосибирск                              | зелёная ✓                        | –                                | –                                | Валерий Гильманов (Саул)         | –                                | –                                          |
| «Сказки Гофмана» Театр «Зазеркалье», Санкт-Петербург                           | зелёная ✓                        | –                                | –                                | –                                | –                                | –                                          |
| «Семён Котко» Мариинский театр, Санкт-Петербург                                | зелёная ✓                        | Юрий Александров                 | –                                | –                                | Семён Пастух                     | Валерий Гергиев                            |
| «Пиковая дама (опера)» Мариинский театр, Санкт-Петербург                       | зелёная ✓                        | –                                | –                                | –                                | –                                | –                                          |
| «Дочь полка» Театр оперы и балета, Красноярск                                  | зелёная ✓                        | –                                | Светлана Кольяноваю              | –                                | –                                | –                                          |
| «Демон» Театр «Новая опера», Москва                                            | зелёная ✓                        | –                                | –                                | –                                | –                                | –                                          |
| «Золотой петушок» Театр «Геликон-опера», Москва                                | зелёная ✓                        | –                                | –                                | –                                | –                                | –                                          |
| «Кармен» Театр имени К. С. Станиславского и Вл. И. Немировича-Данченко, Москва | зелёная ✓                        | –                                | –                                | –                                | –                                | –                                          |
|                                                                                |                                  |                                  |                                  |                                  |                                  |                                            |
| Конкурс спектаклей оперетты / мюзикла                                          |                                  |                                  |                                  |                                  |                                  |                                            |
|                                                                                |                                  |                                  |                                  |                                  |                                  |                                            |
| «Ах, высший свет» Театр оперетты Урала, Новоуральск                            | зелёная ✓                        | –                                | –                                | –                                | –                                | –                                          |
| «Инкогнито из Петербурга» Театр музыкальной комедии, Красноярск                | зелёная ✓                        | –                                | –                                | Иван Корытов                     | –                                | –                                          |
| «Чёрт и девственница» Театр музыкальной комедии, Екатеринбург                  | зелёная ✓                        | –                                | –                                | –                                | –                                | –                                          |

| Конкурс спектаклей театра балета                                            | Конкурс спектаклей театра балета | Конкурс спектаклей театра балета | Конкурс спектаклей театра балета | Конкурс спектаклей театра балета       |
| --------------------------------------------------------------------------- | -------------------------------- | -------------------------------- | -------------------------------- | -------------------------------------- |
|                                                                             |                                  |                                  |                                  |                                        |
| Спектакль/номинации                                                         | лучший спектакль                 | лучшая женская роль              | лучшая мужская роль              | лучшая работа балетмейстера/хореографа |
|                                                                             |                                  |                                  |                                  |                                        |
| «Симфония до мажор, Агон» Большой театр, Москва                             | зелёная ✓                        | –                                | Николай Цискаридзе               | –                                      |
| «Поцелуй феи, Средний дуэт, оэма экстаза» Мариинский театр, Санкт-Петербург | зелёная ✓                        | –                                | –                                | –                                      |
| «Спящая красавица» Мариинский театр, Санкт-Петербург                        | зелёная ✓                        | Светлана Захарова (Аврора)       | –                                | –                                      |
| «Кармина Бурана» Театр оперы и балета, Красноярск                           | зелёная ✓                        | –                                | –                                | –                                      |
|                                                                             |                                  |                                  |                                  |                                        |
| Конкурс спектаклей балета (современный танец)                               |                                  |                                  |                                  |                                        |
|                                                                             |                                  |                                  |                                  |                                        |
| «Na Zemle» Саша Вальц и театр «Класс экспрессивной пластики», Москва        | зелёная ✓                        | –                                | –                                | –                                      |
| «Весна священная» Ансамбль «Русские сезоны», Москва                         | зелёная ✓                        | –                                | –                                | –                                      |
| «Играющий мальчик» Театр «Диклон», Санкт-Петербург                          | зелёная ✓                        | –                                | –                                | –                                      |
| «Кровать» Театр «Класс экспрессивной пластики», Москва                      | зелёная ✓                        | –                                | –                                | –                                      |
| «Любовь моя цвет зеленый» Театр «Крепостной балет», Иркутск                 | зелёная ✓                        | –                                | –                                | –                                      |
| «Мальчики налево, девочки направо» Группа «Киплинг», Екатеринбург           | зелёная ✓                        | –                                | –                                | –                                      |
| «Откуда и куда» Русский камерный балет «Москва», Москва                     | зелёная ✓                        | –                                | –                                | –                                      |
| «Свадебка» Театр «Провинциальные танцы», Екатеринбург                       | зелёная ✓                        | –                                | –                                | Татьяна Баганова                       |
| «Ты есть у меня… меня у тебя нет» Театр современного танца, Челябинск       | зелёная ✓                        | –                                | –                                | –                                      |

| Конкурс спектаклей театра кукол                          | Конкурс спектаклей театра кукол | Конкурс спектаклей театра кукол | Конкурс спектаклей театра кукол |
| -------------------------------------------------------- | ------------------------------- | ------------------------------- | ------------------------------- |
|                                                          |                                 |                                 |                                 |
| Спектакль/номинации                                      | лучший спектакль                | лучшая актёрская работа         | лучшая работа художника         |
|                                                          |                                 |                                 |                                 |
| «Золушка» Театр «Кукольный дом», Санкт-Петербург         | зелёная ✓                       | Элина Агеева                    | Татьяна Мельникова              |
| «Пиковая дама» Театр кукол имени С. В. Образцова, Москва | зелёная ✓                       | –                               | Сергей Алимов                   |
| «Соловей» Театр кукол, Екатеринбург                      | зелёная ✓                       | –                               | Андрей Ефимов                   |

|                                                  |                  |                         |  |  |  |
| Спектакль/номинации                              | лучший спектакль | лучшая работа режиссёра |  |  |  |
|                                                  |                  |                         |  |  |  |
| Драма                                            |                  |                         |  |  |  |
|                                                  |                  |                         |  |  |  |
| «Как я съел собаку» Калининград                  | зелёная ✓        | Евгений Гришковец       |  |  |  |
| «Игра» Студия «Театр», Москва                    | зелёная ✓        | –                       |  |  |  |
|                                                  |                  |                         |  |  |  |
| Музыкальный театр                                |                  |                         |  |  |  |
|                                                  |                  |                         |  |  |  |
| «Голоса незримого» Театр «Геликон-опера», Москва | зелёная ✓        | –                       |  |  |  |

### Лауреаты премии «Золотая маска» 2000 года
Председателем жюри драматического театра и театров кукол стал актёр и режиссёр Константин Райкин. В состав жюри вошли: Алла Демидова (актриса), Виктор Егорычев (зам. мин. культуры РФ), Степан Зограбян (художник, сценограф), Сергей Женовач (режиссёр), Евгений Князев (актёр), Николай Коляда (драматург), Андрей Максимов (драматург), Оксана Мысина (актриса), Ирина Мягкова (критик), Анна Некрылова (критик театра кукол), Андрей Порватов (зам. нач комитета по культуре Москвы), Юрий Рыбаков (театровед, театральный критик), Анатолий Смелянский (театральный критик), Давид Смелянский (продюсер), Инна Соловьёва (литературный и театральный критик), Татьяна Тихоновец (театральный критик), Павел Хомский (режиссёр), Илья Эппельбаум (режиссёр), Ольга Яковлева (актриса).
Председателем жюри музыкальных театров выступил дирижёр Юрий Кочнев. В состав жюри вошли: Георгий Ансимов (режиссёр), Николай Боярчиков (балетмейстер), Святослав Бэлза (критик), Герард Васильев (певец), Ольга Гердт (балетный критик), Владимир Дашкевич (композитор), Людмила Семеняка (балерина), Виолетта Майниеце (балетный критик), Карина Мелик-Пашаева (музыкальный критик), Борис Мессерер (театральный художник), Марина Нестьева (журналист), Елизавета Суриц (балетный критик), Елена Третьякова (зав. сектором источниковедения РИИИ), Важа Чачава (пианист).
Церемония награждения премией «Золотая маска» прошла 27 марта в Малом театре, уложилась по времени в два часа, но по мнению газеты «Коммерсант» «не была ни праздничной, ни захватывающей». Многих лауреатов не было в зале.
Таблица лауреатов составлена на основании положения о премии (от октября 2000 года) и официального опубликованного списка лауреатов.
Легенда:
     — Лауреаты премий в основных номинациях
     — Лауреаты премий в частных номинациях
 — Премия не присуждалась
| Конкурс                                                          | Номинация                                                   | Победитель                                 | Произведение (роль)                        | Театр (учреждение)                                                                                              |
| ---------------------------------------------------------------- | ----------------------------------------------------------- | ------------------------------------------ | ------------------------------------------ | --- |
|                                                                  |                                                             |                                            |                                            | |
| Конкурс спектаклей драматического театра                         | Лучший спектакль                                            | «Комната смеха»                            | «Комната смеха»                            | Театр п/р О. Табакова, Москва                                                                                   |
| Конкурс спектаклей драматического театра                         | Лучшая работа режиссёра                                     | Лев Додин                                  | «Чевенгур»                                 | Малый драматический театр — театр Европы, Санкт-Петербург                                                       |
| Конкурс спектаклей драматического театра                         | Лучшая работа художника                                     | Эмиль Капелюш                              | «Буря»                                     | Театр им. В. Комиссаржевской, Санкт-Петербург                                                                   |
| Конкурс спектаклей драматического театра                         | Лучшая женская роль                                         | Елена Попова                               | «Отец» (Лаура)                             | Большой драматический театр им. Г. А. Товстоногова, Санкт-Петербург                                             |
| Конкурс спектаклей драматического театра                         | Лучшая мужская роль                                         | Сергей Дрейден                             | «Отец» (Адольф)                            | Большой драматический театр им. Г. А. Товстоногова, Санкт-Петербург                                             |
|                                                                  |                                                             |                                            |                                            | |
| Конкурс спектаклей театров оперы                                 | Лучший спектакль                                            | «Семен Котко»                              | «Семен Котко»                              | Мариинский театр, Санкт-Петербург                                                                               |
| Конкурс спектаклей театров оперы                                 | Лучшая работа режиссёра                                     | Юрий Александров                           | «Семен Котко»                              | Мариинский театр, Санкт-Петербург                                                                               |
| Конкурс спектаклей театров оперы                                 | Лучшая работа дирижёра                                      | N [ 12 ]                                   | N [ 12 ]                                   | N [ 12 ] |
| Конкурс спектаклей театров оперы                                 | Лучшая женская роль                                         | Светлана Кольянова                         | «Дочь полка»                               | Театр оперы и балета, Красноярск                                                                                |
| Конкурс спектаклей театров оперы                                 | Лучшая мужская роль                                         | Валерий Гильманов                          | «Молодой Давид» (Саул)                     | Театр оперы и балета, Новосибирск                                                                               |
|                                                                  |                                                             |                                            |                                            | |
| Конкурс спектаклей оперетты / мюзикла                            | Лучший спектакль                                            | N [ 11 ]                                   | N [ 11 ]                                   | N [ 11 ] |
| Конкурс спектаклей оперетты / мюзикла                            | Лучшая работа режиссёра                                     | N [ 12 ]                                   | N [ 12 ]                                   | N [ 12 ] |
| Конкурс спектаклей оперетты / мюзикла                            | Лучшая работа дирижёра                                      | N [ 12 ]                                   | N [ 12 ]                                   | N [ 12 ] |
| Конкурс спектаклей оперетты / мюзикла                            | Лучшая женская роль                                         | N [ 12 ]                                   | N [ 12 ]                                   | N [ 12 ] |
| Конкурс спектаклей оперетты / мюзикла                            | Лучшая мужская роль                                         | Иван Корытов                               | «Инкогнито из Петербурга»                  | Театр музыкальной комедии, Красноярск                                                                           |
|                                                                  |                                                             |                                            |                                            | |
| Конкурс спектаклей балета                                        | Лучший спектакль балета                                     | «Симфония до мажор»                        | «Симфония до мажор»                        | Большой театр, Москва                                                                                           |
| Конкурс спектаклей балета                                        | Лучший спектакль современного танца                         | «Кровать»                                  | «Кровать»                                  | «Класс экспрессивной пластики», Москва                                                                          |
| Конкурс спектаклей балета                                        | Лучшая работа постановщика (балетмейстера/хореографа)       | Татьяна Баганова                           | «Свадебка»                                 | «Провинциальные танцы», Екатеринбург                                                                            |
| Конкурс спектаклей балета                                        | Лучшая женская роль                                         | Светлана Захарова                          | «Спящая красавица» (Аврора)                | Мариинский театр, Санкт-Петербург                                                                               |
| Конкурс спектаклей балета                                        | Лучшая мужская роль                                         | Николай Цискаридзе                         | «Симфония до мажор»                        | Большой театр, Москва                                                                                           |
|                                                                  |                                                             |                                            |                                            | |
| Конкурс спектаклей театров кукол                                 | Лучший спектакль                                            | «Золушка»                                  | «Золушка»                                  | «Кукольный дом», Санкт-Петербург                                                                                |
| Конкурс спектаклей театров кукол                                 | Лучшая работа режиссёра                                     | N [ 12 ]                                   | N [ 12 ]                                   | N [ 12 ] |
| Конкурс спектаклей театров кукол                                 | Лучшая работа художника                                     | N [ 11 ]                                   | N [ 11 ]                                   | N [ 11 ] |
| Конкурс спектаклей театров кукол                                 | Лучшая работа актёра                                        | Элина Агеева                               | «Золушка»                                  | «Кукольный дом», Санкт-Петербург                                                                                |
|                                                                  |                                                             |                                            |                                            | |
| Из номинантов на звание «Лучший спектакль» — музыкальных театров | Лучшая работа художника                                     | Семен Пастух                               | «Семен Котко»                              | Мариинский театр, Санкт-Петербург                                                                               |
| Из номинантов на звание «Лучший спектакль» — музыкальных театров | Лучшая работа дирижёра                                      | Валерий Гергиев                            | «Семен Котко»                              | Мариинский театр, Санкт-Петербург                                                                               |
|                                                                  |                                                             |                                            |                                            | |
| Новация                                                          | Новация (драма)                                             | «Как я съел собаку»                        | «Как я съел собаку»                        | Евгений Гришковец, Калининград                                                                                  |
| Новация                                                          | Новация (музыкальный театр)                                 | «Голоса незримого»                         | «Голоса незримого»                         | «Геликон-Опера», Москва                                                                                         |
|                                                                  |                                                             |                                            |                                            | |
| Специальные премии                                               |                                                             |                                            |                                            | |
|                                                                  |                                                             |                                            |                                            | |
| Специальные премии жюри                                          | Специальный приз жюри драматического театра и театров кукол | «Циники»                                   | «Циники»                                   | Театр драмы, Минусинск                                                                                          |
| Специальные премии жюри                                          | Специальный приз жюри музыкальных театров                   | «Спящая красавица»                         | «Спящая красавица»                         | Мариинский театр, Санкт-Петербург                                                                               |
| Специальные премии жюри                                          | За лучший зарубежный спектакль, показанный в России         | «Макбет»                                   | «Макбет»                                   | Meno Fortas, Литва                                                                                              |
| Специальные премии жюри                                          | Приз критики                                                | «Как я съел собаку»                        | «Как я съел собаку»                        | Евгений Гришковец, Калининград                                                                                  |
|                                                                  |                                                             |                                            |                                            | |
| За честь и достоинство                                           | Юрий Любимов, Москва • Михаил Бушнов, Ростов-на-Дону        | За поддержку театрального искусства России | За поддержку театрального искусства России | Егор Строев, глава администрации Орловской области • Владимир Яковлев, губернатор Санкт-Петербурга • Альфа-банк |